# Hans Sofus Vodskov
Hans Sofus Vodskov, född den 16 september 1846, död den 16 mars 1910, var en dansk estetiker och 
religionshistoriker.
Vodskov var en egendomlig, fint begåvad ande, vilken under en ytterst tillbakadragen tillvaro som privatman, först i Köpenhamn, mot slutet av sitt liv i ensamhet på en ö i Möckeln i Småland, idkade studier av olika slag, vilka resulterade i en sparsam, men betydelsefull produktion. En rad litterärkritiska uppsatser, utgivna under titeln Spredte studier (1884), innehåller viktiga bidrag till Grundtvigs och Kierkegaards biografi, samt (i artikeln "Guder og gloser") en skarp och principiell, sarkastisk kritik av Sophus Bugges mytologiska metod. 
Den under kampen mot Georg Brandes länge vakanta professuren i estetik vid Köpenhamns universitet, som erbjöds honom, avböjde han självkritiskt och samlade sig numera om mytologiska studier, vilkas frukt blev det intressanta, men ofulländade verket Sjæledyrkelse og naturdyrkelse, I. Rigveda og Edda (1890-97), i vars inledning han riktade en vägande kritik mot tidens etnologiska älsklingsteorier, särskilt om vandrande kulturer. I avdelningen om Vedamytologin påvisade han genom en lärd analys ohållbarheten av än Friedrich Max Müllers romantiska, än fransmannen Bergaignes naturfilosofiska tolkning av Veda. 
På samma sätt som Geldner, Pischel och andra senare forskare bestämde han dessa hymner som en relativt sen, sakral-teknisk offerdiktning. Detta arbete väckte berättigad uppmärksamhet även inom tysk och fransk vetenskap, men som det aldrig blev översatt till något världsspråk, fick det ingen betydelse i vidare kretsar. Oberoende av det vetenskapliga innehållet, bibehåller verket, särskilt dess första avdelning, sitt värde som litterärt alster genom stilens levande åskådlighet och genom den karakteristiskt kvicka och lediga form, vari Vodskov klädde sin vetenskapliga framställning och kritik.